# Picton (Új-Zéland)
Picton az új-zélandi Déli-sziget északi kikötővárosa Marlborough régióban és az azzal egybeeső, azonos nevű kerületben. A Cook-szoroson átkelést biztosító kompok fő kikötőhelye. A Marlborough Sounds öbölrendszerének fő települése a Queen Charlotte Sound nevű hosszú öböl végéhez közel. Lakossága az új-zélandi statisztikai hivatal 2015. júniusi becslése szerint 4330 fő volt,  ezzel Marlborough régió második legnagyobb városa Blenheim után.
A város nevét Sir Thomas Pictonról kapta, aki Wellington hercegének altábornagya volt a waterlooi csatában, az egyetlen tábornok a szövetségesek részéről, aki elesett a harcban.

## Közlekedés
Picton főszereplő az Új-Zéland Északi- és Déli-szigete közötti forgalomban. Itt van az északi végpontja a Déli-sziget Main North Line nevű, 1067 mm-es nyomtávú vasútvonalának, valamint az 1-es számú országos főútvonal déli-szigeti szakaszának, amelyek délre, Blenheim, Kaikoura és Christchurch felé biztosítják az összeköttetést. Nyugat felé a tájkép szépségekben gazdag Queen Charlotte Drive halad Havelock, illetve onnan tovább a 6-os számú országos főútvonal Nelson felé.
A kikötőből két nagy hajótársaság, az Interislander és a Strait Shipping közlekedtet közúti kompokat Wellingtonba. Az Interislander ritkábban vonatokat is szállít. Picton műemlék jellegű vasútállomása 1914-ben épült.
A város repülőtere 7,4 kilométerre, Koromiko településen található. Innen a turisták számára kínált charterjáratokon kívül rendszeres légi járatok indulnak Wellingtonba.
A város egyetlen múzeuma is a közlekedéshez kapcsolódik: itt látható a felújított Edwin Fox nevű hajó, amelyik még elítélteket szállított Nagy-Britanniából Ausztráliába.

## Turizmus
A város kézenfekvő kiindulópontja a Marlborough Sounds vidéke bejárásának, hajókkal, kajakkal, vagy a 71 kilométeres Queen Charlotte Track mentén 5-7 napos gyalogtúrával. Népszerű a horgászat és a búvárkodás is, különös tekintettel a Queen Charlotte Sound bejáratánál 1986-ban elsüllyedt Mihail Lermontov szovjet utasszállító 30 méter mélységben fekvő maradványaira, ami a világ egyik legnagyobb, legjobban megközelíthető és legfiatalabb roncsbúvárkodási célpontja.

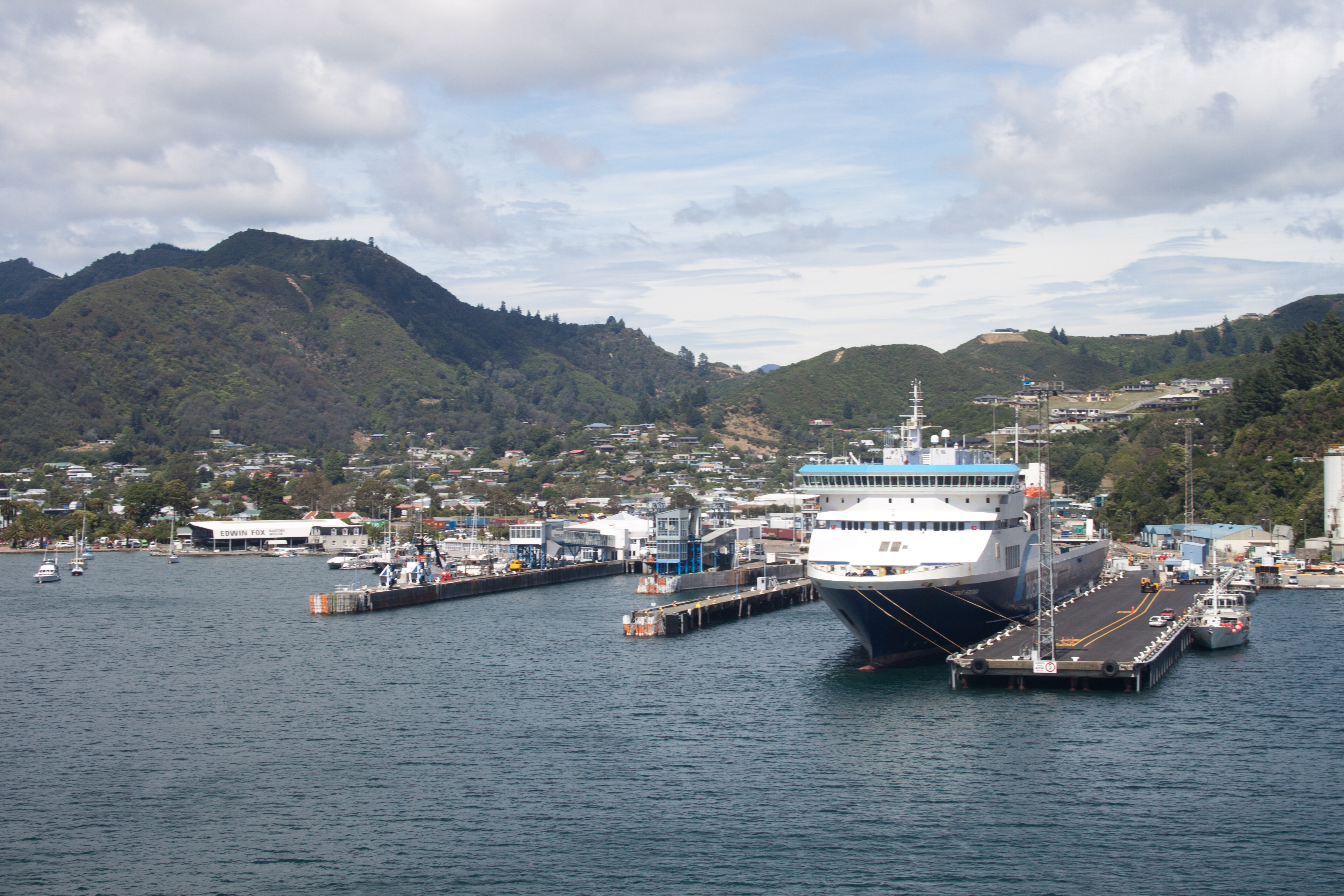
Picton látképe egy érkező hajóról
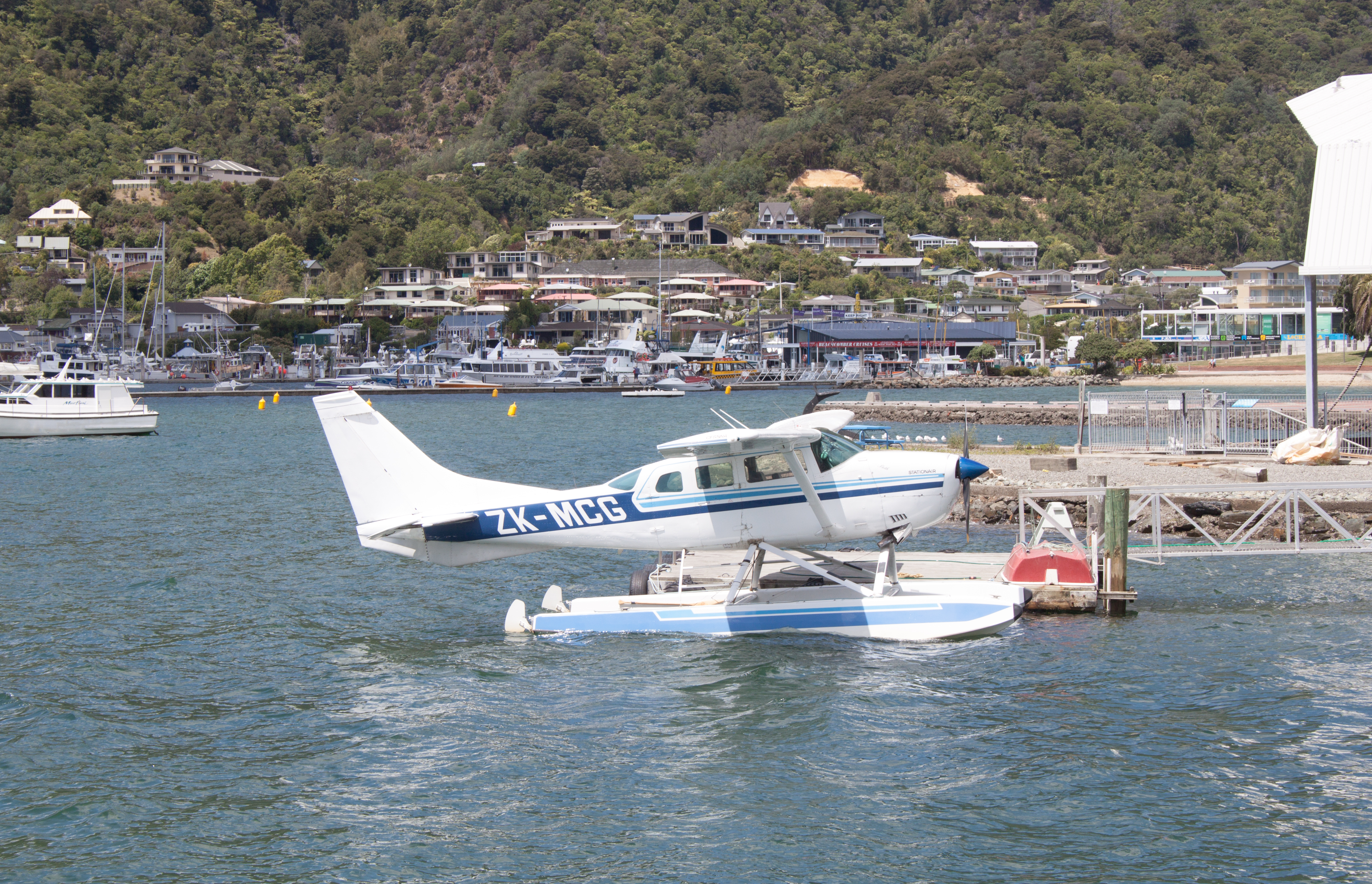
Hidroplán Picton kikötőjében
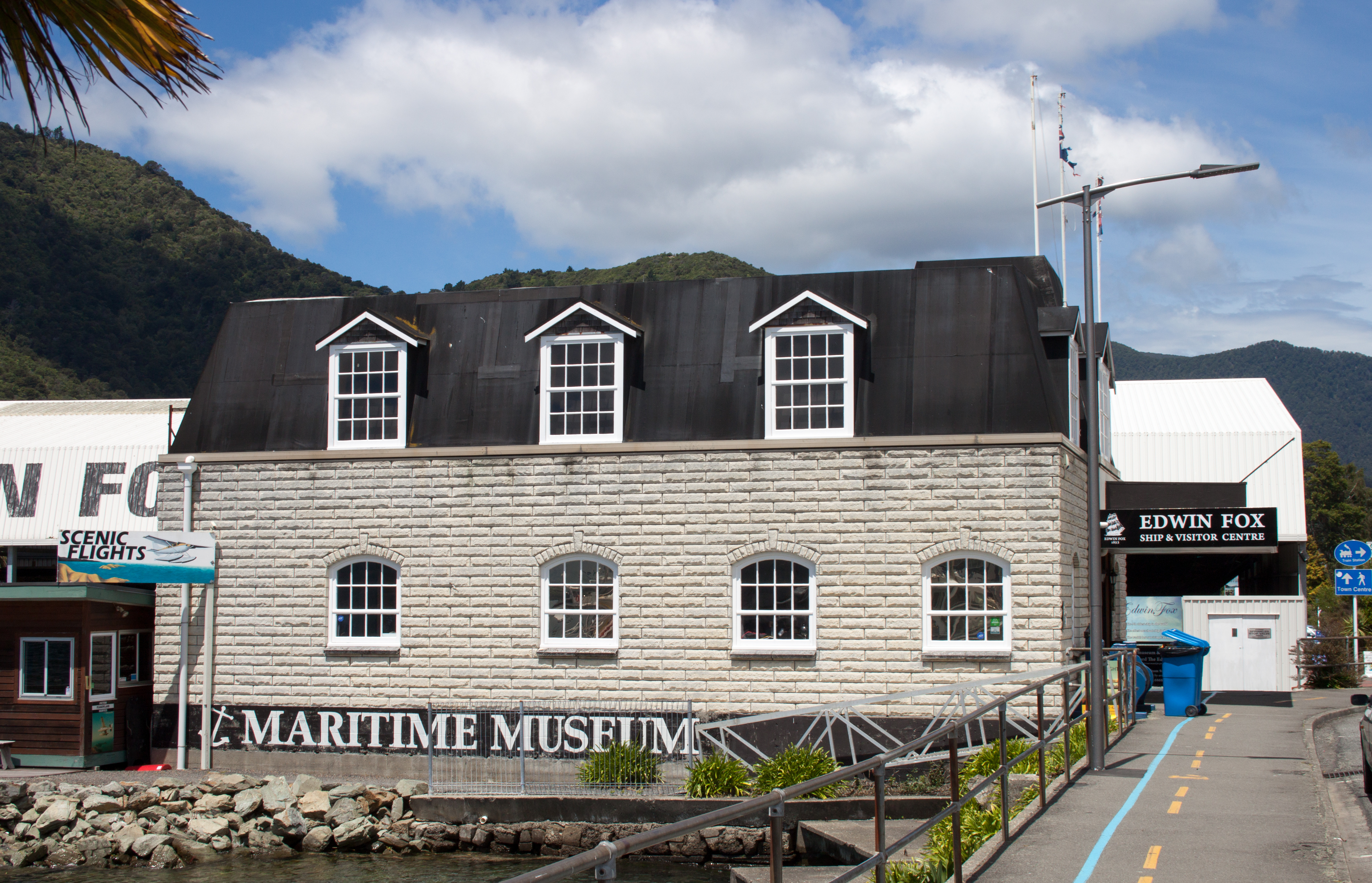
Az Edwin Fox vitorláshajó (1853) múzeuma

## Fordítás
Ez a szócikk részben vagy egészben a Picton, New Zealand című angol Wikipédia-szócikk ezen változatának fordításán alapul.  Az eredeti cikk szerkesztőit annak laptörténete sorolja fel. Ez a jelzés csupán a megfogalmazás eredetét és a szerzői jogokat jelzi, nem szolgál a cikkben szereplő információk forrásmegjelöléseként.